# セルゲイ・ムレイコ
セルゲイ・ムレイコ（ルーマニア語: Sergei Mureiko、1970年7月2日 - ）は、モルドバ、ブルガリアのレスリング選手。1996年アトランタオリンピックレスリンググレコローマンスタイル130kg級の銅メダリストである。モルドバ共和国キシナウ出身。
1996年アトランタオリンピックでモルドバ代表としてレスリンググレコローマンスタイル130kg級に出場。初戦を突破したものの、2回戦で、当時無敵を誇っていたロシアのアレクサンドル・カレリンに2-0で敗れ敗者復活戦に回った。敗者復活戦では、5試合とも対戦相手にポイントを奪われることなく完勝で銅メダルを獲得した。
翌年以降ブルガリア代表として国際大会に出場。2000年シドニーオリンピックでは、同130kg級に出場。しかし、予選リーグでカレリンと同じ組となり、予選敗退。2004年アテネオリンピックでは同120kg級に出場。しかし、予選リーグで、前回シドニーでカレリンを下して金メダルを獲得したアメリカのルーロン・ガードナーと同じ組となり予選敗退した。

## 実績
- オリンピック
  - 1996年アトランタオリンピック　銅メダル
- 世界選手権
  - 2位　1993、1995年
  - 3位　1999年
- ヨーロッパ選手権
  - 優勝　1997年
  - 2位　2000年
  - 3位　1993、1995、1996、1998、2001、2004年